# Kurkowe Bractwo Strzeleckie we Wrześni

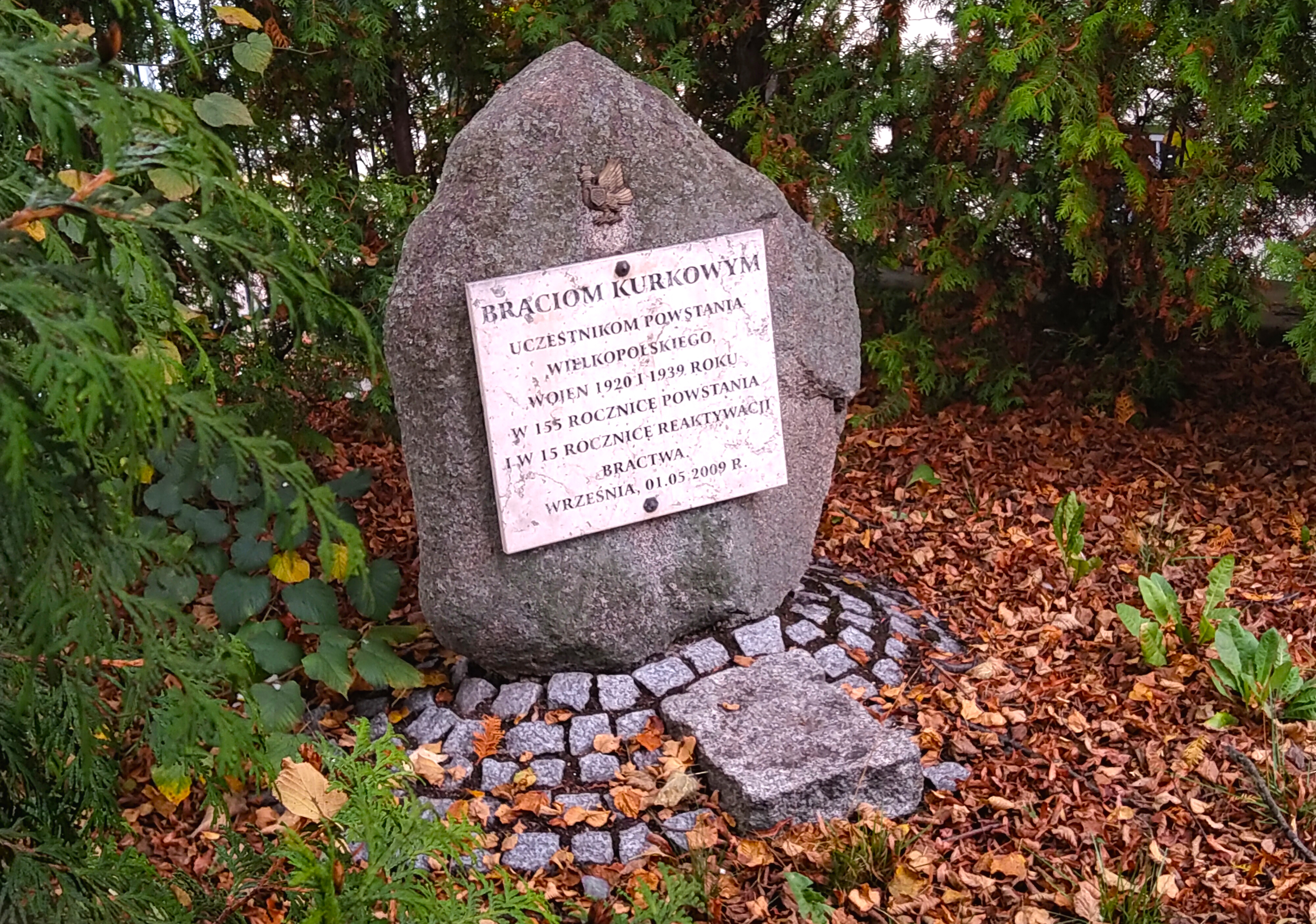
Pomnik Kurkowego Bractwa Strzeleckiego przy ul. Wojska Polskiego 1

Kurkowe Bractwo Strzeleckie we Wrześni – bractwo kurkowe działające we Wrześni, założone w 1854.

## Lata zaboru pruskiego
Organizacja powstała w latach zaboru pruskiego. W myśl statutu z 1 maja 1855, celem braci kurkowej była zabawa w strzelaniu, ożywienie ducha obywatelskiego i „rozkrzewienie towarzyskości”. W 1855 bractwo skupiało 67 braci, w tym 30 Polaków i 37 Niemców. W latach późniejszych skład narodowościowy zmieniał się na korzyść Polaków – w 1871 na 57 braci kurkowych 45 było Polakami.
Wrzesińskie Bractwo Kurkowe włączyło się czynnie w odzyskanie przez Polskę niepodległości. Bracia walczyli w powstaniu wielkopolskim. Utworzyli również straż, której celem była obrona porządku publicznego na ulicach Wrześni. Ponadto bracia utworzyli komisję, która przejęła pod swój zarząd wrzesińskie koszary, opuszczone przez pruski 46. pułk piechoty. Członkowie stowarzyszenia walczyli ponadto w wojnie polsko–bolszewickiej, zasilając oddziały Legii Ochotniczej Wrzesińskiej.

## W okresie II Rzeczypospolitej
W okresie międzywojennym nastąpiła ewolucja celów działalności bractwa. Kilkakrotnie zmieniano jego statut oraz kierunki działalności organizacji. W statucie z 16 września 1921 określono, że celem bractwa było łączenie wszystkich chrześcijańskich warstw społeczeństwa oraz połączenie wszystkich bractw w jeden związek. W statucie z 1925 określono, że celem organizacji jest ćwiczenie członków w użyciu broni palnej, aby każda osoba w bractwie mogła bronić ojczyzny.
Bractwo corocznie organizowało imprezy strzeleckie w Zielone Świątki, strzelanie żniwne, jesienne oraz 27 grudnia – na pamiątkę zwycięstwa powstania wielkopolskiego. Do ważniejszych wydarzeń w dwudziestoleciu międzywojennym zaliczyć należy: otworzenie nowej strzelnicy, przyjęcie w poczet honorowych członków bractwa prezydenta Rzeczypospolitej Ignacego Mościckiego, w trakcie jego wizyty we Wrześni 28 maja 1928.

## Zawieszenie funkcjonowania
Wybuch II wojny światowej spowodował zawieszenie działalności bractwa. Po wojnie, w okresie Polski Ludowej, organizacja formalnie została zlikwidowana.

## Działalność współczesna
Bractwo zostało reaktywowane w 1994. Wyłoniono komitet założycielski, do którego weszli: Władysław Jarząbek, Maciej Łosiński i Lech Cieślak.
30 października 1995 Kurkowe Bractwo Strzeleckie we Wrześni zostało zarejestrowane z siedzibą w Muzeum Regionalnym im. Dzieci Wrzesińskich.
Pierwsze strzelanie odbyło się 17 grudnia 1994 z okazji 140. rocznicy powstania bractwa. 25 listopada 1995 walne zgromadzenie wybrało pierwszy powojenny zarząd, na którego czele stanął Władysław Jarząbek. 4 maja 1996 bractwo zostało przyjęte do Zjednoczenia Kurkowych Bractw Strzeleckich Rzeczypospolitej Polskiej. Także w 1996 bracia zostali umundurowani – mundury uszyła poznańska firma Hero Collection.
Corocznie bractwo organizuje cztery strzelania na strzelnicy brackiej, mieszczącej się przy ul. Wojska Polskiego 1:
- 2 maja – strzelanie rocznicowe z okazji Wiosny Ludów i bitwy pod Sokołowem,
- w Zielone Świątki – strzelanie o godność króla kurkowego,
- 15 sierpnia – z okazji Święto Wojska Polskiego,
- 11 listopada – strzelanie niepodległościowe.

2 maja 1998 na wrzesińskim rynku nastąpiło uroczyste poświęcenie nowego sztandaru bractwa. Aktu poświęcenia dokonał ks. biskup
Bogdan Wojtuś. Również w 1998 w Krakowie zorganizowano po raz pierwszy w Polsce Europejskie Spotkania Bractw Kurkowych, w którym uczestniczyli również bracia z Wrześni.
W dniach 19–20 maja 2001 bractwo zorganizowało I Pokongresowy Programowy Zjazd Delegatów Kurkowych Bractw Strzeleckich RP. W trakcie uroczystości nastąpiło poświęcenie nowego łańcucha króla kurkowego ufundowanego przez senatora RP Wojciecha Kruka, członka honorowego wrzesińskiego bractwa, oraz łańcuchów I i II rycerza – ufundowanych przez same bractwo.